# سان ميكيلي سالنتينو
سان ميكيلي سالنتينو (بالإيطالية: San Michele Salentino)‏ هي بلدية في مقاطعة برينديزي في إقليم بوليا الإيطالي.

## السكان
في سنة 1861 بلغ عدد السكان 854 نسمة، وتطور العدد ليصل في سنة 2011 لـ 6٬371 نسمة.
يظهر هذا المخطط البياني تطور النمو السكاني لـ سان ميكيلي سالنتينو

## توأمة
لسان ميكيلي سالنتينو اتفاقيات توأمة مع:
- مونتي سانت أنجلو